# مشعل العنزي (لاعب كرة قدم مواليد 1997)
مشعل خالد العنزي (ولد في 14 فبراير 1997 في الكويت) لاعب كرة قدم من البدون يجيد اللعب في مركز المهاجم. يلعب حاليا لصالح سترة البحريني منذ 2022.

## المسيرة الرياضية

### الأندية
في 1 يوليو 2015 انضم العنزي إلى التضامن الكويتي في صفقة انتقال حر. في موسمه الأول 2015-2016 وفي بطولة دوري الدرجة الثانية ساهم في صعود فريقه إلى الدرجة الممتازة. وفي بطولة كأس ولي العهد خرج فريقه من الدور الأول. وفي بطولة كأس الاتحاد الكويتي احتل المركز السابع في المجموعة الثانية وفشل في الصعود إلى الدور النصف النهائي.
في موسمه الثاني 2016-2017 وفي بطولة دوري التصنيف احتل المركز الثامن في منتصف الترتيب وبالتالي ثبت أقدامه باللعب في الدرجة الممتازة. وفي بطولة كأس ولي العهد احتل المركز الخامس في المجموعة الثانية وفشل في الصعود إلى الدور النصف النهائي. وفي بطولة كأس الأمير ساهم في وصول فريقه إلى الدور النصف النهائي.
في موسمه الثالث 2017-2018 وفي بطولة دوري الدرجة الممتازة احتل المركز الثامن الأخير بفارق 16 نقطة عن منطقة الأمان فهبط إلى الدرجة الثانية ولكن تقرر زيادة عدد أندية الدرجة الممتازة وبقي التضامن في الدرجة الممتازة. وفي بطولة كأس ولي العهد احتل المركز السادس في المجموعة الثانية وفشل في الصعود إلى الدور النصف النهائي. وفي بطولة كأس الأمير خرج فريقه من الدور الثمن النهائي. وفي بطولة كأس الاتحاد الكويتي احتل المركز الثاني في المجموعة الأولى وفشل في الصعود إلى الدور النصف النهائي.
في موسمه الرابع 2018-2019 وفي بطولة دوري الدرجة الممتازة احتل المركز السابع بفارق نقطتين عن منطقة الهبوط. وفي بطولة كأس ولي العهد خرج فريقه من الدور التمهيدي. وفي بطولة كأس الأمير خرج فريقه من الدور التمهيدي. وفي بطولة كأس الاتحاد الكويتي احتل المركز السابع في المجموعة الثانية وفشل في الصعود إلى الدور النصف النهائي.
في موسمه الخامس 2019-2020 وفي بطولة دوري الدرجة الممتازة احتل المركز التاسع قبل الأخير بفارق 4 نقاط عن منطقة الأمان فهبط إلى الدرجة الثانية. وفي بطولة كأس ولي العهد خرج فريقه من الدور التمهيدي على الرغم من تسجيله هدفين. وفي بطولة كأس الأمير خرج فريقه من الدور الثمن النهائي. وفي بطولة كأس الاتحاد الكويتي احتل المركز الخامس في المجموعة الثانية وفشل في الصعود إلى الدور النصف النهائي.
في موسمه السادس 2020-2021 وفي بطولة دوري التصنيف احتل المركز الثالث عشر فانتقل إلى الدرجة الثانية حيث ساهم في تتويج فريقه بالبطولة بعدما تصدر الترتيب برصيد 34 نقطة من 16 مباراة فصعد إلى الدرجة الممتازة وليحقق العنزي أولى بطولاته الشخصية. وفي بطولة كأس ولي العهد ساهم في وصول فريقه إلى الدور النصف النهائي. وفي بطولة كأس الأمير خرج فريقه من الدور التمهيدي.
في موسمه السابع والأخير 2021-2022 وفي بطولة دوري الدرجة الممتازة احتل المركز الثامن بفارق 4 نقاط عن منطقة الهبوط. وفي بطولة كأس ولي العهد خرج فريقه من الدور التمهيدي. وفي بطولة كأس الأمير خرج فريقه من الدور التمهيدي أيضا. وفي بطولة كأس الاتحاد الكويتي احتل المركز الثالث في المجموعة الثانية وفشل في الصعود إلى الدور النصف النهائي.
في 1 سبتمبر 2022 انتقل العنزي من التضامن إلى سترة البحريني في صفقة انتقال حر.

## الإنجازات
- التضامن
  - دوري الدرجة الثانية (1): 2020-2021